# 秋田銀行
株式会社秋田銀行（あきたぎんこう、英: THE AKITA BANK,LTD.）は、秋田県秋田市に本店を置く地方銀行。略称は「あきぎん」。店舗は秋田県内を中心に、東北地方（山形県を除く）、北海道（札幌市と旭川市）、新潟市、東京都に展開しているほか、インターネット上に「あきぎんこまち支店」を開設している。
秋田魁新報社やJA秋田県本部などとともに同県を代表する企業でもある。

## 概要
1941年、旧国立銀行を前身とする第四十八銀行を母体とした戦時統合により誕生した。県内店における看板表記は「あきぎん」としているが、県外店では「秋田銀行」とフル表記されている。
県および秋田市を筆頭とした多数の自治体の指定金融機関を受託するなど、地域との関係は深い。また国内最速で人口減少が進む秋田県への対応策として、県内外の営業現場で得た移住・定住希望や空き家物件の情報を本部のデータベースに蓄積した上、自治体やNPOさらには、不動産会社と連携して移住・定住につなげて行きたいとしている。これに先駆けて2014年6月から、空き家対策として低利の解体ローンの取り扱いも開始している他、同年8月には、60歳代のシニアの移住を受け入れて介護関連産業の活性化や雇用を創出する街づくりを目指す「秋田プラチナタウン研究会」の設立もしている。
青森銀行・岩手銀行との「AAIネット」や合同商談会を共催するなど連携も強化している。

## 沿革
秋田銀行では、旧国立銀行を前身行とするほとんどの銀行同様、「創立」と「設立」とを使い分けている。なお、創立年は第四十八国立銀行を基準にしているが、創立記念日は旧秋田銀行を基準にしている。
1941年（昭和16年）10月20日以前については、第四十八国立銀行、秋田銀行 (1896年-1941年)、湯沢銀行も参照。

### 前身行時代
- 1879年（明治12年）1月 - 第四十八国立銀行設立（公式な創立日はこのときとなる）。
- 1889年（明治22年）1月 - 普通銀行に転換、株式会社第四十八銀行に改組。
- 1896年（明治29年）5月 - 第一国立銀行(現・みずほ銀行)秋田支店[注 3] の廃止決定を受け、受け皿として、旧株式会社秋田銀行を設立。
- 1897年（明治30年）3月 - 合資会社湯沢銀行創立。
- 1927年（昭和2年）6月 - 湯沢銀行、株式会社湯沢銀行に改組。
- 1931年（昭和6年）
  - 2月 - 旧秋田銀行が福島県に郡山支店を開設。
  - 11月 - 旧秋田銀行が福島支店を開設。

### 秋田銀行設立後
- 1941年（昭和16年）10月20日 - 第四十八・秋田・湯沢の3行が合併して、新たに株式会社秋田銀行が設立される（公式な設立日はこの日となる）[注 4]。同日、旧秋田銀行本店跡地に秋田支店を新規設置。
- 1943年（昭和18年）10月1日 - 秋田貯蓄銀行を吸収合併。
- 1945年（昭和20年）
  - 9月1日 - 秋田信託株式会社（1927年5月設立、同年6月開業）を吸収合併。跡地には梅ノ町支店が設置された（後年廃止）。
  - 11月23日 - 秋田支店を、旧秋田貯蓄銀行跡地に移転。
- 1953年（昭和28年）3月30日 - 系列企業である秋田共立が創業。
- 1956年（昭和31年）9月 - 東京支店開設。
- 1971年（昭和46年）6月 - 現本店落成。
- 1973年（昭和48年）4月 - 東証二部上場。
- 1974年（昭和49年）2月 - 東証一部上場。
- 1978年（昭和53年）9月 - 事務センター竣工。
- 1979年（昭和54年）5月 - 財団法人秋田経済研究所設立（基金2億円）。
- 1985年（昭和60年）5月 - 海外コルレス業務開始。
- 1986年（昭和61年）6月 - 公共債フルディーリング業務開始。
- 1990年（平成2年）10月 - サンデーバンキング開始。
- 1993年（平成5年）11月 - 信託代理店業務開始。
- 1995年（平成7年）12月 - 事務センター増築棟竣工。
- 1999年（平成11年）10月 - エリア営業体制導入開始（秋田駅東口方面の支店を管轄する、秋田東中央支店開設）。
- 2000年（平成12年）
  - 2月18日 - 山形支店を廃止。仙台支店に統合して山形県から撤退。
  - 4月3日 - 青森銀行・岩手銀行とATM相互無料開放（AAIネット）を開始。
  - 5月 - 女子バスケットボール部を創部。
  - 12月1日 - 青森銀行秋田支店の廃止に伴い、営業の一部を大町支店が譲受。
- 2001年（平成13年）
  - 2月 - ダイレクトバンキングセンター設置。
  - 4月 - 損害保険商品窓口販売業務開始。
  - 12月7日 - 宇都宮支店を廃止し、東京支店に統合して栃木県から撤退。
- 2002年（平成14年）10月 - 生命保険窓口販売業務開始。
- 2003年（平成15年）1月 - 正月3が日のATM稼動開始。
- 2004年（平成16年）10月 - お客様資金運用プラザを本店営業部へ設置。
- 2005年（平成17年）
  - 4月 - 証券仲介業務開始。
  - 10月17日 - 法人向けインターネットバンキングを開始。
- 2007年（平成19年）4月 - クレジット機能搭載のICキャッシュカード「Only One」取扱開始。
- 2008年（平成20年）
  - 6月2日 - 秋田信用金庫、羽後信用金庫、秋田ふれあい信用金庫、秋田県信用組合との間でとATM無料相互提携（秋田あったかネット）開始。
  - 11月10日 - 福島県での利便性向上のため、東邦銀行とATM相互無料提携を開始。
- 2009年（平成21年）
  - 1月26日 - 秋田あったかネットにJAバンク秋田が加入。
  - 9月30日 - ㈱あきぎんオフィスサービスを解散。
- 2010年（平成22年）
  - 5月6日 - 勘定系システムをNTTデータ地銀共同センターに移行。
  - 9月13日 - 宮城県仙台市若林区に所在した河原町支店を仙台市太白区長町へ新築移転し、仙台南支店へ改称。
- 2011年（平成23年）
  - 1月29日 - 北海道の釧路支店を廃止して札幌支店へ統合。
  - 4月23日 - 土崎南支店を土崎支店へ統合。
  - 10月24日 - 横手駅前支店と横手西支店を廃止し、新たに横手条里支店を開設。
- 2012年（平成24年）
  - 3月1日 - 旧釧路支店の払戻委託業務終了と道内での利便性向上のため、北海道銀行とATM相互無料提携を開始。
  - 3月12日 - 新屋支店を秋田中央警察署新屋交番と秋田市西部市民サービスセンターに挟まれた位置に新築移転し、併せて新店舗の近隣に位置する新屋駅前支店を統合。
  - 3月31日 - 秋銀不動産調査サービス㈱を解散。
  - 11月19日 - イオン銀行との相互接続を開始。
- 2013年（平成25年）
  - 1月15日 - 秋田県内のATMでのATM宝くじサービスを開始。
  - 3月13日 - 経済交流促進や東日本大震災被災者支援を目的にATM相互無料提携先である北海道銀行との業務提携拡大を締結。
  - 3月18日 - 手形支店を新築移転し、併せて新店舗の近隣に位置する明田支店を統合。
  - 4月2日 - 山形銀行とATM相互無料提携を開始。
  - 5月20日 - 札幌支店が、新ビル（札幌大通西4ビル）竣工に伴い原位置に復帰。
  - 7月16日 - 本荘駅前支店が羽越本線の反対側へ新築移転し、本荘東支店に改称。
  - 10月1日 - ゼロネットワークスおよびりそな銀行と、秋田県内設置分のBankTimeの共同運用を行う方針を発表。
  - 11月25日 - 能代支店が同市柳町へ新築移転し、併せて能代駅前支店を統合。
  - 12月19日 - 本店窓口に男が女性行員に包丁を突き付け現金を要求[10]。警備員に取り押さえられ、秋田中央署員に強盗未遂容疑で現行犯逮捕[10]。前日18日に強盗対処訓練を実施していた[10]。
- 2014年（平成26年）
  - 3月31日 - 秋銀不動産調査サービス㈱を解散。
  - 4月21日 - 秋田県内設置分のBankTimeの共同運用を開始。
  - 6月30日 - 空き家解体に対する低利の融資商品の取り扱い開始。
  - 8月19日 - 秋田市八橋運動公園球技場のネーミングライツに関する契約を秋田市と締結。
  - 8月21日 - 秋田プラチナタウン研究会を設立。
  - 9月29日 - ネット支店・秋田銀行あきぎんこまち支店を開業。
- 2015年（平成27年）
  - 3月9日 - 各コンビニATMの24時間稼働を開始。
  - 3月31日 - 秋銀ビジネスサービスを解散。
  - 7月10日 - 前月末に設立した㈱あきぎんリサーチ＆コンサルティングの記念式典を挙行[11][12]。
  - 7月21日 - 大住支店を牛島支店に統合。
  - 10月21日 - 仙台泉中央支店を開設。
- 2016年（平成28年）
  - 4月1日 - 7地銀グループなどと共同出資した資産運用会社であるオールニッポン・アセットマネジメントが営業を開始[13][14]。
  - 8月2日 - 三井住友銀行、大潟村あきたこまち生産者協会など共に農地所有適格法人「みらい共創ファーム秋田」を設立[15][16]。
  - 10月7日 - 台北駐在員事務所を開設[17]。
- 2019年（平成31年／令和元年）
  - 2月12日 - 秋田県内5支店で昼休みを導入[18]。
  - 11月1日 - 厚生労働大臣に「有料職業紹介事業」の許可申請を行い、人材紹介業に参入[19]。
  - 11月15日 - 中小・ベンチャー企業に投資する秋田市「未来応援」ファンドを市などと設立発表[20]。
- 2020年（令和2年）4月27日 - 秋田県内7支店を11月までに順次、近隣店舗に移転集約する方針を発表[21]。
- 2021年（令和3年）
  - 4月1日 - 出資・設立した地域商社「詩（し）の国秋田株式会社」が業務を開始[22]。
  - 4月16日 - 移動店舗車「あきぎんみみより号」導入を発表。本店駐車場にて報道関係者に移動店舗車を公開[23]。
  - 6月30日 - 診療所や病院の事業承継支援のため秋田県医師会と協定締結[24]。
  - 8月23日 - 楢山支店、将軍野支店を南通り支店、土崎支店にそれぞれ移転集約[25]。
  - 10月27日 - 岩手銀行と包括業務提携である「秋田・岩手アライアンス」を結ぶことで合意[26]。
- 2022年（令和4年）3月14日 - 湯沢支店が旧店舗敷地内に新築移転[27]。
- 2023年（令和5年）7月3日 - 全額出資の投資専門子会社「あきぎんキャピタルパートナーズ」を設立[28]。

## 関連会社・団体

### 連結子会社
- 株式会社秋田グランドリース
- 株式会社秋田保証サービス
- 株式会社秋田国際カード
- 株式会社秋田ジェーシービーカード
- 株式会社あきぎんリサーチ＆コンサルティング
- 詩の国秋田株式会社
- 株式会社あきぎんキャピタルパートナーズ

### 関連財団
- 一般財団法人秋田経済研究所

## 経営

### 他行との関係
メガバンク
旧・三和銀行秋田支店が1968年3月に廃止された際には、秋田銀行が業務を引き継いだほか、エム・ユー・フロンティア債権回収などとの業務提携から、三菱UFJフィナンシャル・グループとの関係が比較的近しい。
地方銀行間
個人・法人カードで青森銀行、岩手銀行、東邦銀行、北海道銀行、山形銀行とATM共同利用（相互無料開放）を行う。青森銀・岩手銀との間ではAAIネットと呼称される。
信用金庫・信用組合・農協
秋田信用金庫、羽後信用金庫、秋田県信用組合およびJAバンク秋田とは秋田あったかネットにより、ATM相互無料提携を行う。

## 営業政策

### 店舗展開

#### 県内店舗
秋田市内5箇所でエリア営業制を敷くほか、2023年7月から10月にかけ、横手、大仙、湯沢で地域の中核店舗に法人営業の担当者を集約。1つの施設に複数の支店を集める「店舗内店舗方式」も進めた。

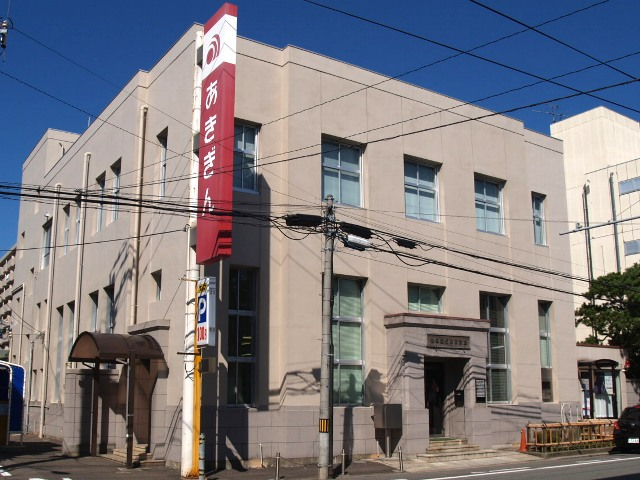
旧秋田支店

秋田支店
秋田銀行には「秋田支店」が戦時統合による現法人の発足時から存在した。これは、本店所在地の都市名を支店名にしている例がきわめて少ないことから異例である。建物自体は、旧秋田銀行と同じ、辻兵吉家や秋田西武の前身である本金の創業者である本間家が経営していた秋田貯蓄銀行のものだった。しかし2014年7月18日付で当地での営業終了。ATMコーナーが残置されたが、それも翌年11月末で廃止。その後、建物は解体され、跡地にはファミリーマート秋田赤れんが館通り店が建てられた。

#### 県外店舗
福島県
福島県内の銀行は1920年の反動恐慌と1923年の関東大震災の影響から経営が悪化した。このため、各行は再建に取り組むが、弥縫策を講じるのみに留まったため、1927年の金融恐慌に際し、致命的な打撃を受け、休業・整理が相次いだ。こうしたことから、1931年から翌年かけ地元銀行の大半は解散したり消滅し、営業を続け得たのはわずかに郡山商業・会津・白河瀬谷など数行に過ぎない状況となった。
恐慌の発生時から郡山市に先んじて、立場上、金融安定化を図るため調査に当たっていた郡山商工会議所は、市指定銀行であった郡山合同銀行 が1930年に破綻すると、腹案として温めていた「有力銀行の支店誘致」を具体化するために動き、誘致予定銀行として、東北では旧秋田銀行、関東地方では足利銀行が対象として俎上に載り、旧秋銀一本で進むことが決まった。これを受け、同年に市と商工会議所による誘致推進委員会が設けられ、市は旧秋銀に対し支店設置を陳情。また、時を同じくして福島市からも支店設置の陳情が出され、さらに福島県知事からも福島県財界安定のために、支店設置を強く勧奨された。
これら状況を踏まえ、旧秋銀は連日取締役会を開催し協議に当たるが、一致を見るに至らなかった。そこで、旧秋銀の元取締役で顧問格であった町田忠治農相と田中隆三文相に一任することになり、辻兵吉頭取らが上京し相談した。その結果、従来の堅実主義を遵守し、円満協調して経営する方針を確認し、両支店設置が決定。1931年2月23日に郡山合同銀行中町支店跡に郡山支店、次いで同年11月12日に福島市大町に福島支店が開設された。
戦後、新産業都市の指定を受け、関係14市町村が合併して誕生したいわき市小名浜地区周辺の臨海工業地帯における有力企業には秋田県内関連企業からの配転者や、旧常磐炭鉱に勤めた秋田鉱専出身者が多数在籍していた状況を踏まえ、1967年6月23日、いわき支店（いわき市平）が新設された。
郡山では、2024年6月、コスト削減を進め、広域型営業に軸足を移す取り組みの一環から、郡山支店に法人営業部を設置。7月16日には郡山北支店を郡山支店内に取り込んだ。これによって郡山での実態店舗は2店舗となった。また2003年に郡山の老舗であるうすい百貨店が、秋銀の申請によって産業再生機構入りした際には、メインバンクとして秋銀は地元の大東銀行などともに債権放棄を行っている。
北海道
秋銀は1952年に第二次世界大戦後の新時代ふさわしい店舗体系を整備するため、店舗整備計画を策定した。その計画では積極的な県外展開を図るべく、東京支店の設置と人的、経済的に秋田県とつながりの強い北海道を副営業地盤とするため、店舗網を構築することが謳われた。この方針と秋田県物産斡旋所が1951年5月に札幌で再開されたことを踏まえ、1953年5月18日、札幌市大通西4丁目（現：中央区大通西4丁目）に、札幌秋田県人会からの積極的な協力を得つつ、札幌支店を開設した。1982年7月、札幌支店は日本生命との共同事業によって「札幌秋銀ビル」として建て替えられ、後年、日本生命は札幌秋銀ビルにおける持ち分を石屋製菓に売却。2013年4月には、同社と秋銀ならびに秋田共立が札幌秋銀ビル跡地に建設した「札幌大通西4ビル」が竣工し、札幌支店は1、2階に入居した。このほか、2018年4月には市内2店目となる宮の沢支店（西区発寒）を構えた。しかし、郡山と同様の観点から、2024年6月、札幌支店に法人営業部を設置。7月8日に宮の沢支店は札幌支店の店舗内店舗となった。
1957年8月28日、北海道開発法に基づき、北海道総合開発計画が中心として推進され、さらには旭川秋田県人会など関係各方面からの熱烈な要望も踏まえ、信託引受停止に伴う代替店舗として認可を得て、旭川支店（4条通り7丁目）を開設。2019年4月、同店は朝日生命旭川ビル9階に移転し、空中店舗となった。
東京都
先述の通り、秋銀は1952年に策定の店舗整備計画において、東京支店の設置を方針として盛り込んだ。しかし、当時の大蔵省による店舗行政は、厳しい店舗設置抑制の方針がとられ、中でも地方銀行の中央進出が抑制され、開設の認可を得ることは出来なかった。そこで、東京進出の足がかりとして、まず、東京事務所を開設することを決定。1956年4月17日、中央区宝町3丁目（現：中央区京橋）のビル2階に情報・資料の収集、コールその他の資金操作等に当たる東京事務所を設置した。
しかし、東京事務所は営業を伴わない事務所であったことや、コールや証券投資などの資金運用面でも不便極まりないものがあった。このため、1956年6月に秋銀は大蔵省に再び、内認可申請書を提出した所、翌月に代替店舗の廃止を条件に内認可が下りた。これを受け、東京事務所を置くビル1階を改装し、同年9月11日に東京支店を設置。1963年11月4日には完成した有楽ビル1階に東京支店を移した。
2024年4月15日、東京支店、東京事務所等は京橋創生館5階に移転した。
宮城県
1959年8月26日、東北地方における政治・経済の中心地で、官公庁の出先機関や大企業の支店も集中しているほか、秋田県との経済交流も活発であることを踏まえ、信託業務廃止による代替店舗として認可を得て、仙台支店（仙台市東3番丁）を開設。1964年12月には、東4番丁（現：青葉区中央三丁目）に竣工した清水ビル1階に移転した。その清水ビルも老朽化が顕著となったため、周辺は一体的に再開発されることなり、1996年7月、仙台支店が入る「青葉通プラザ」が竣工。仙台支店は1、2階に入った。
2010年9月13日、若林区にあった河原町支店を太白区長町八丁目に建設した新店舗へ移転し、仙台南支店としてリニューアルを図った。このほか、2015年10月21日には市下3店目として仙台泉中央支店（泉区泉中央）を出店した。当初同店は、は個人向け営業店とし業務を展開していたが、翌年10月17日、事業者等も顧客対象とするフルバンキング店に転換している。
その他の地域
青森県（青森支店・八戸支店・弘前支店）、岩手県（盛岡支店）、新潟県（新潟支店）を設置している。

#### 廃止となった県外店舗
山形支店
1970年6月4日、山形市十日町1丁目に開設され、1973年9月17日、山形駅前再開発事業に沿って建設された日本生命山形ビル1階（十日町2丁目）に移転した。しかし、地元4行がしのぎを削っていた山形において、山形支店は採算ベースに乗らず、廃止の検討が始まった。その折、秋田支店が不採算であった山形銀行と秋銀との間で接触が持たれ、双方は支店廃止に当たって協力していくことで一致した。これを受け、2000年2月19日付で秋銀山形支店、山銀秋田支店は廃止となった。また山形支店の業務は秋銀仙台支店が引き継ぎ、移管を希望する顧客には山銀を紹介したほか、現地採用の女性行員の雇用は山銀が引き継いだ。
宇都宮支店
1976年12月8日、東北新幹線の開業によって、東北及び首都圏経済との接点として発展が期待される宇都宮市西3丁目に開設した。しかし、経営効率化の一環で2001年12月8日付で廃止となり、業務は東京支店が継承した。
釧路支店
1964年10月20日、明治開拓時に秋田県（久保田藩）からの移住民が多かったこと、ならびに湯沢市と姉妹都市盟約を締結（1963年10月）するなど縁の深い釧路市北大通十二丁目に開設。同市在住の秋田県出身者を中心に業容の伸長に努めるが、2000年代に入り預貸金も減少傾向が続いたため、2011年1月29日付で廃止となった。廃止に伴い、釧路支店の口座は350キロ離れた札幌支店へ移管（希望者には北海道銀行釧路支店への取引紹介を実施）した。また、廃止後1年間は道銀釧路支店での払い戻し業務等の委託を行った。

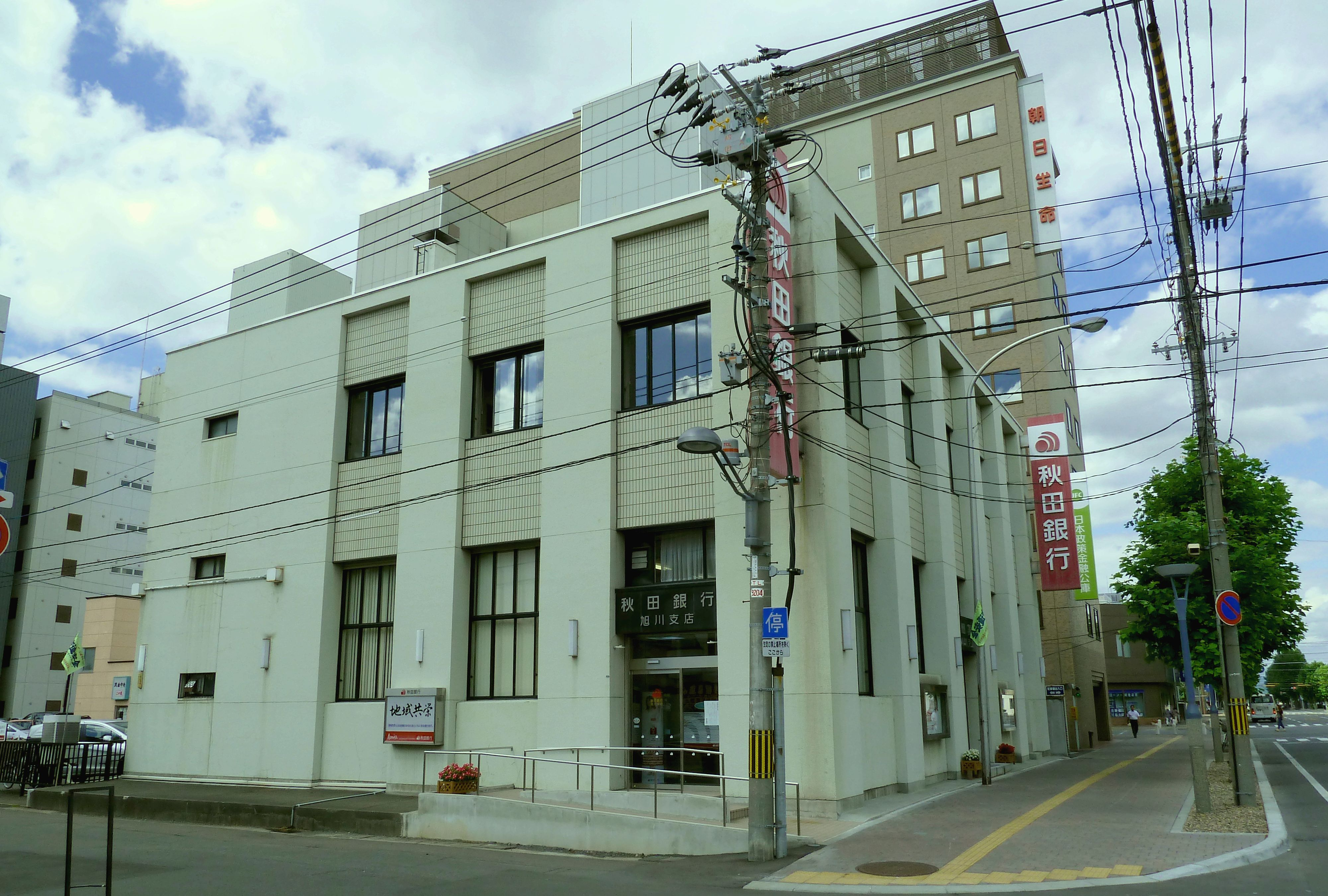
旧旭川支店（旭川市）
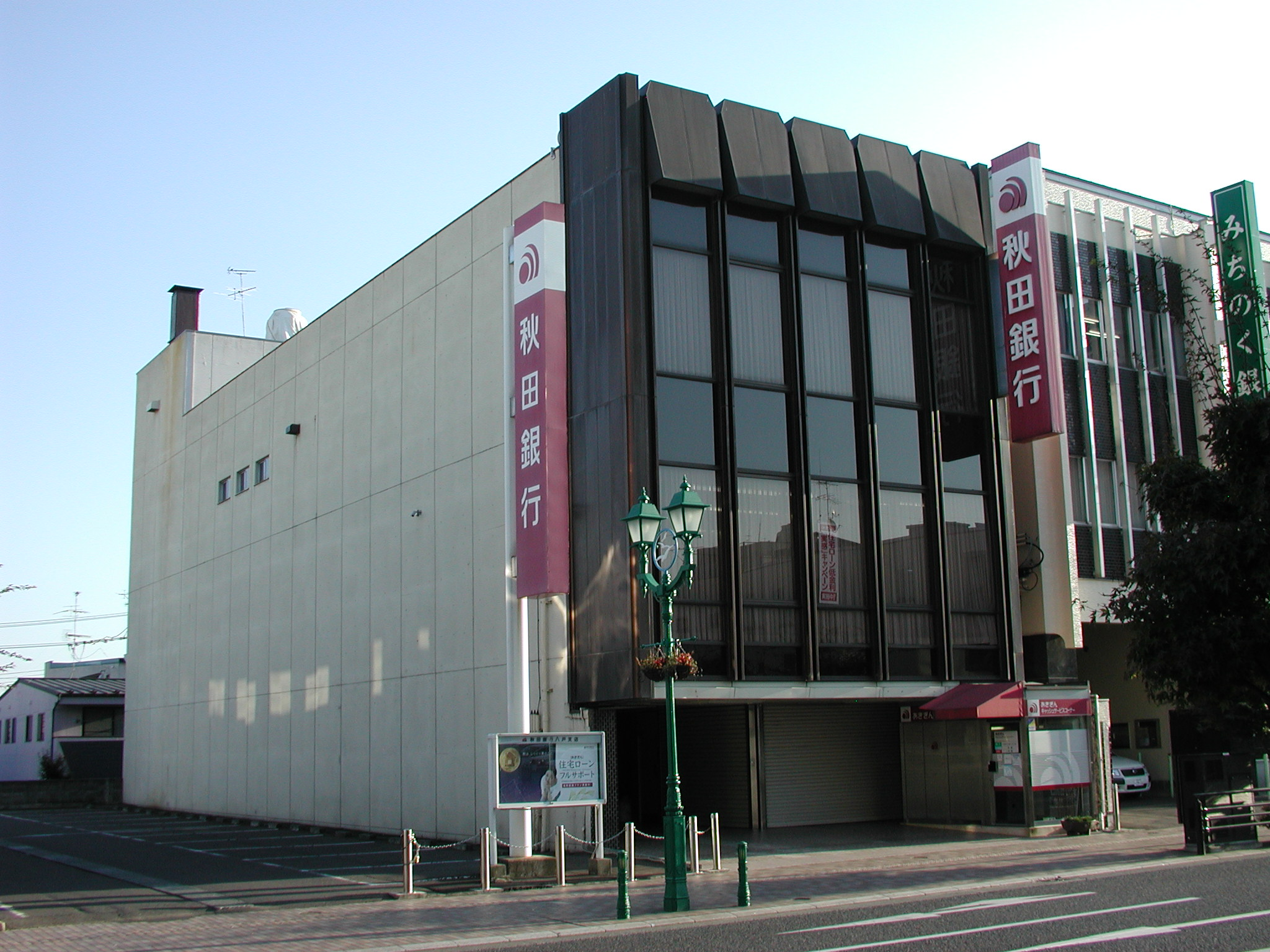
八戸支店（八戸市）
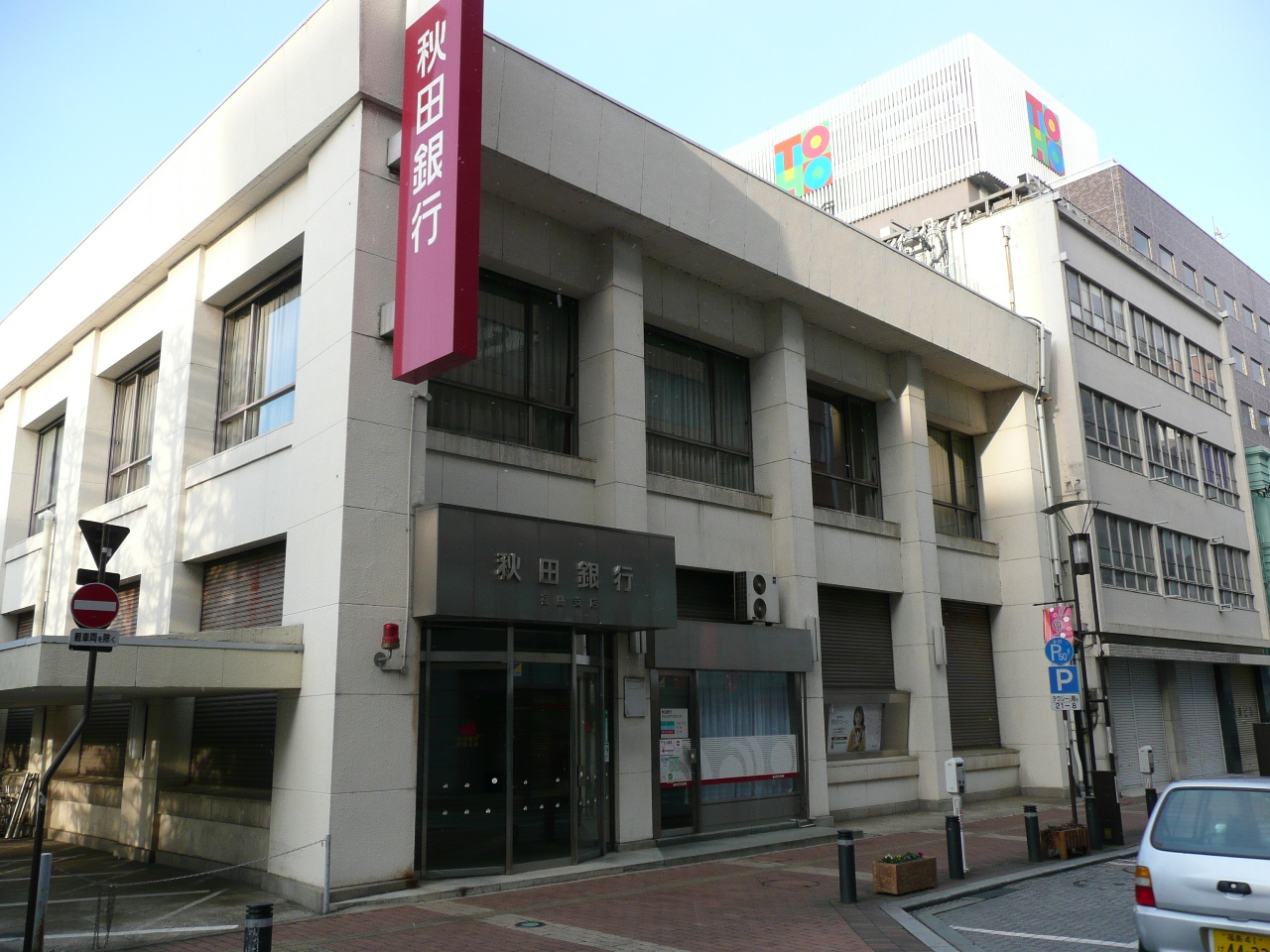
福島支店（福島市）
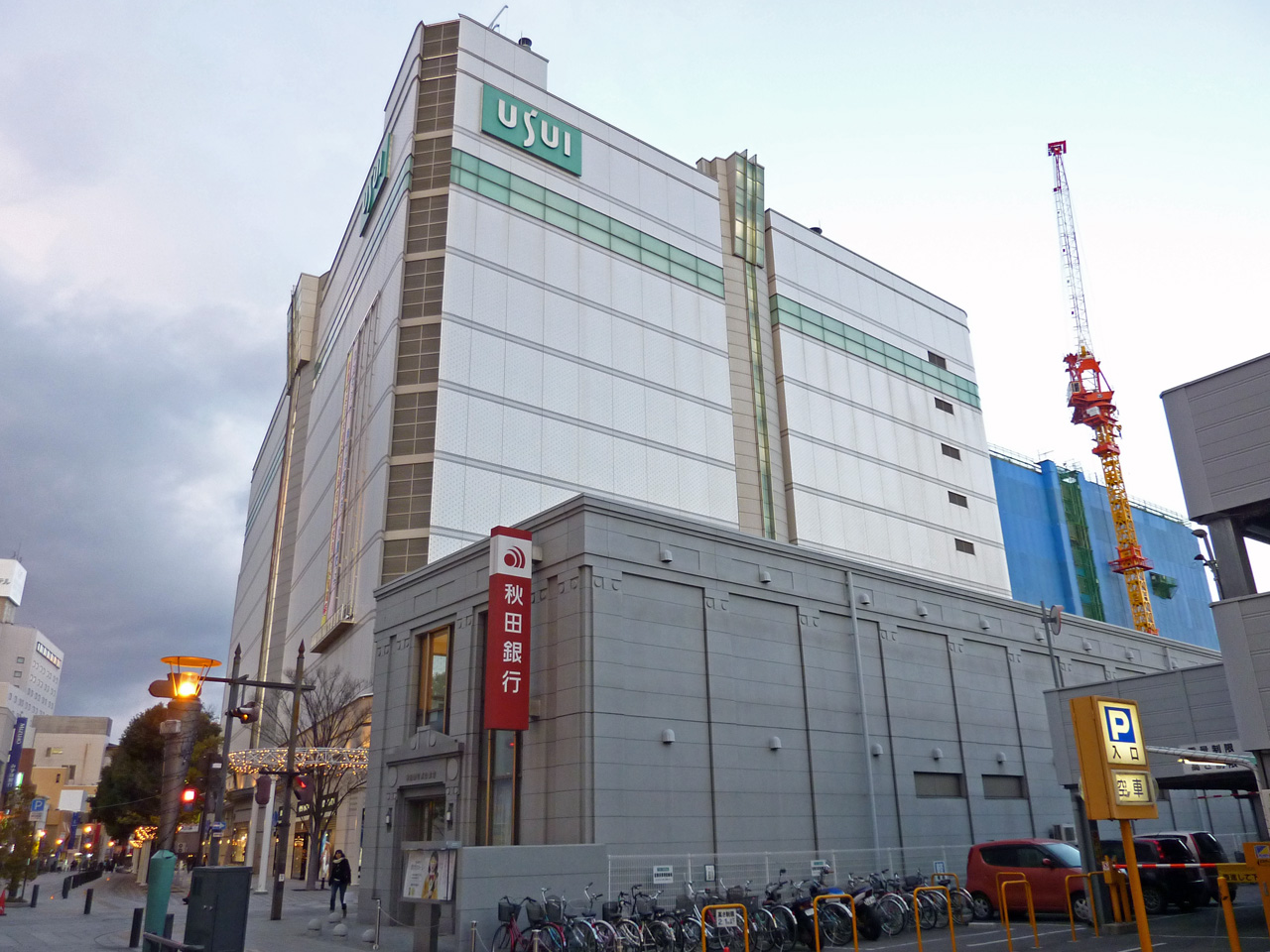
郡山支店（郡山市）と同行がメインバンクのうすい百貨店
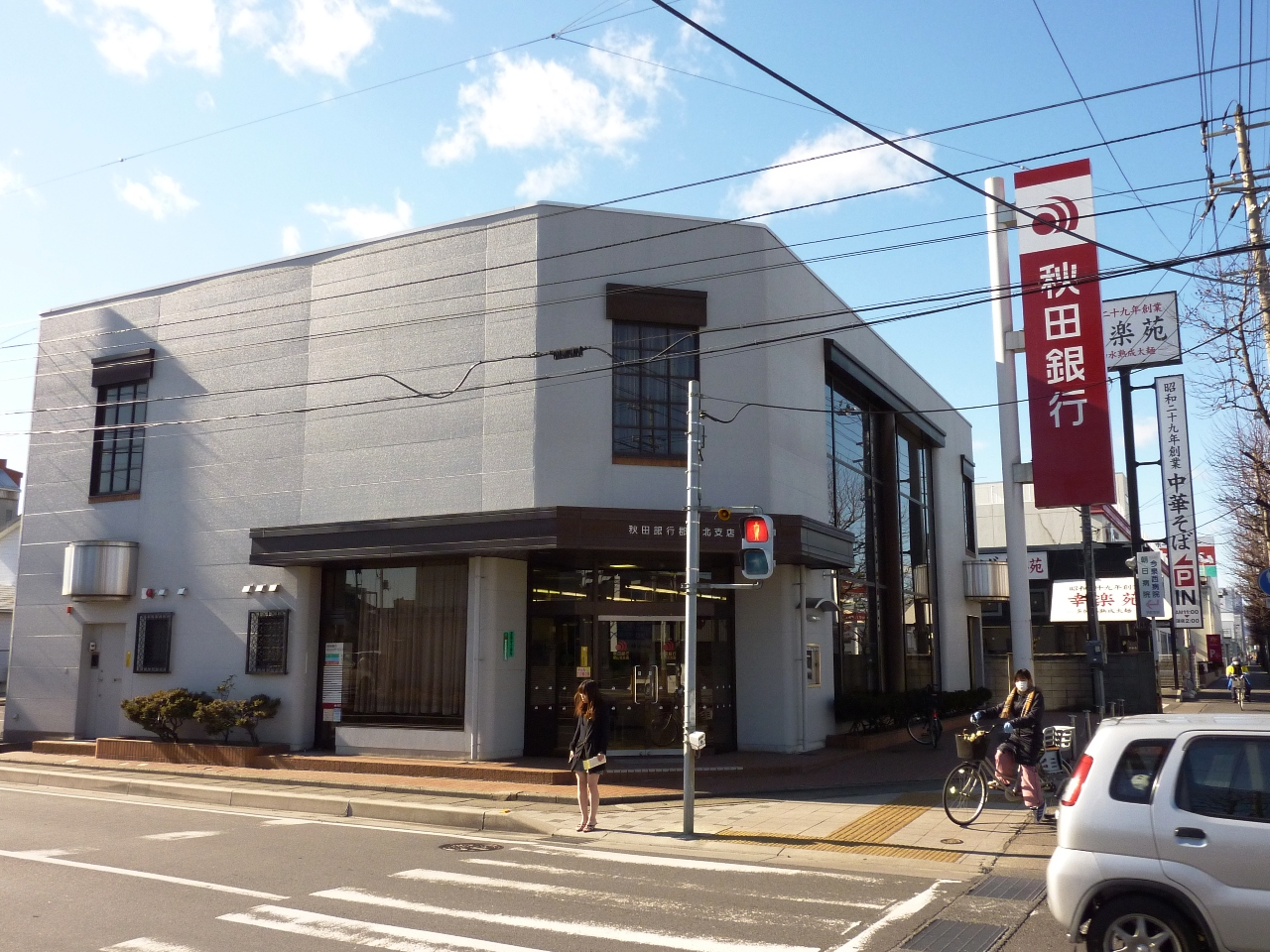
旧郡山北支店
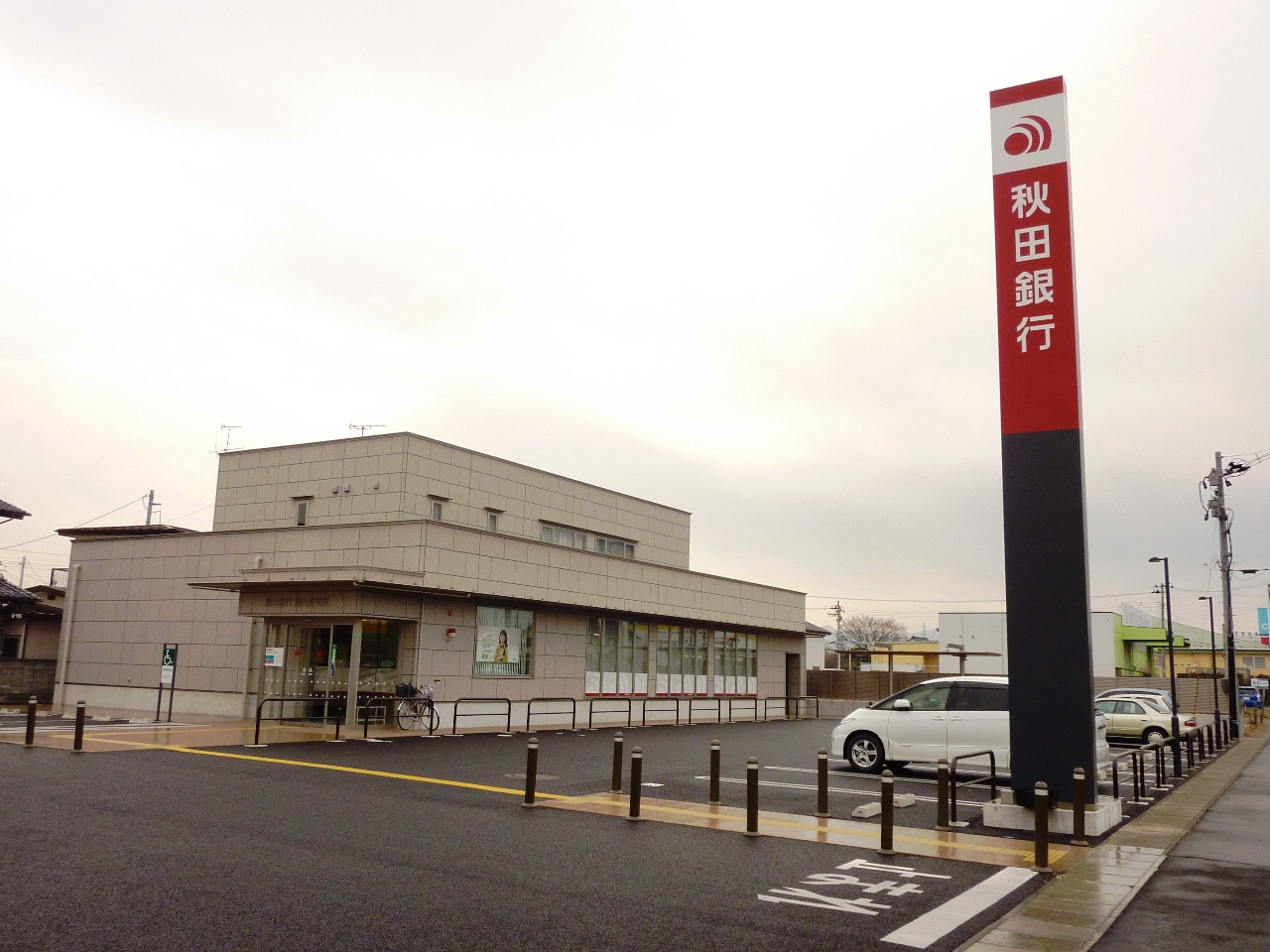
郡山南支店
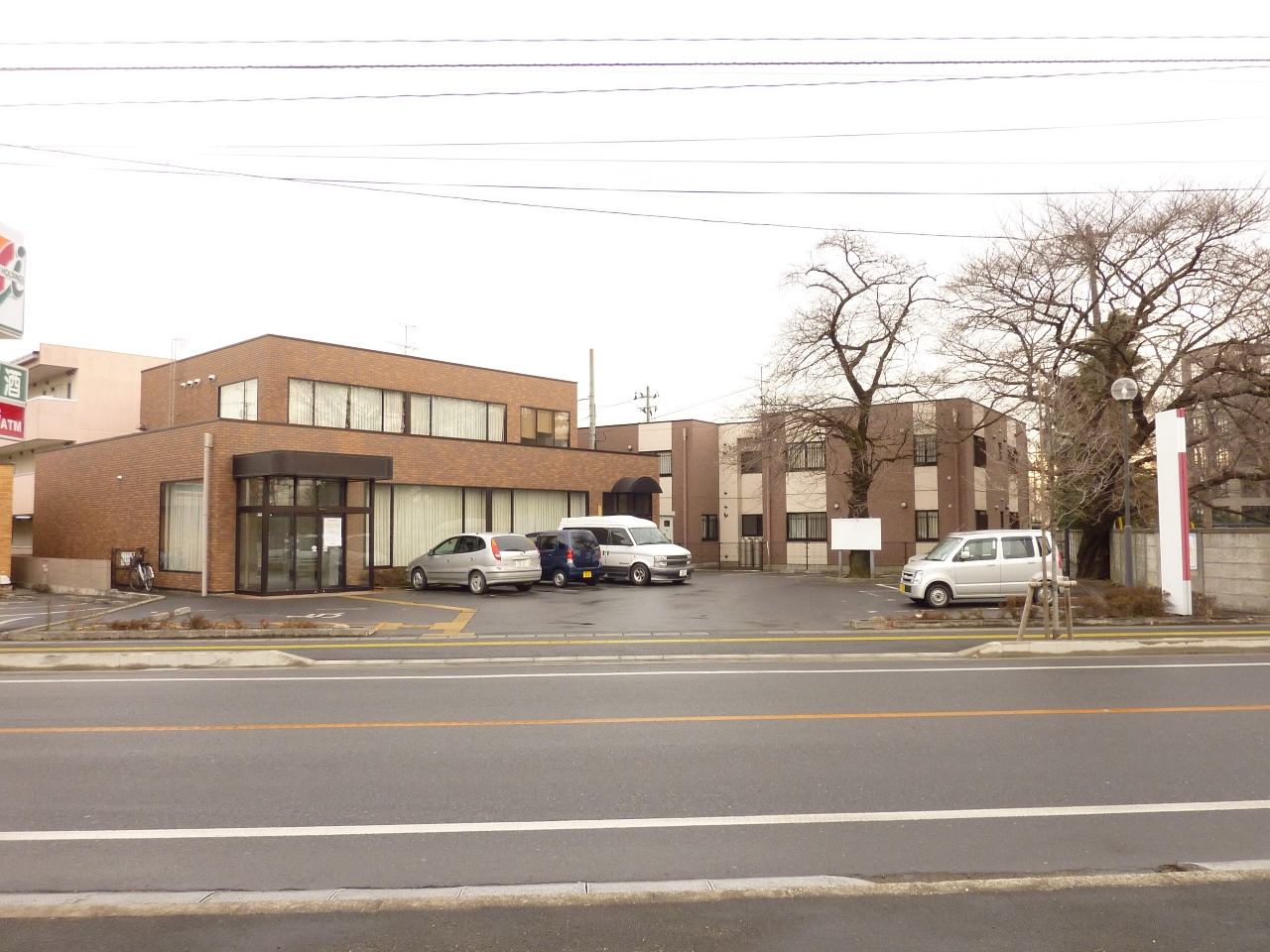
郡山南支店昇格前の日大工学部前出張所跡

### 法人取引
- (旧)釧路支店：北日本広告社、釧路市総合病院
- 札幌支店：石屋製菓
- 郡山支店：うすい百貨店

### 地方自治体等との取引
指定金融機関
秋田県内の下記の自治体の指定金融機関受託している。
秋田県（県外支店も対象）
秋田市、潟上市、男鹿市、大仙市、大館市、鹿角市、仙北市（温泉事業を除く）、北秋田市、能代市
三種町（山本地区水道事業を除く）、大潟村、井川町、八峰町、美郷町（北都銀行との輪番制）
指定代理金融機関
横手市（横手市内の全ての支店、北日本銀行と共同）、五城目町（北都銀行、あきた湖東農業協同組合と共同）
公営企業会計出納取扱金融機関
由利本荘市（一部地域の水道事業の出納取扱金融機関）
国立・公立大学法人
参考までに、国立大学法人・公立大学法人として秋田銀行を指定金融機関としている大学を列挙する。
秋田大学、秋田県立大学、国際教養大学

### 個人市場対策

#### 自動機サービス
ICキャッシュカード
2007年4月2日に、ICキャッシュカード「Only One」の導入した。また、ICカードと同時に導入された生体認証機能は、2021年3月31日で取り扱いを終了した。
クレジットカードの本体発行
東北の銀行で銀行本体でのクレジットカード発行は初めてとなる。

## 情報処理システム

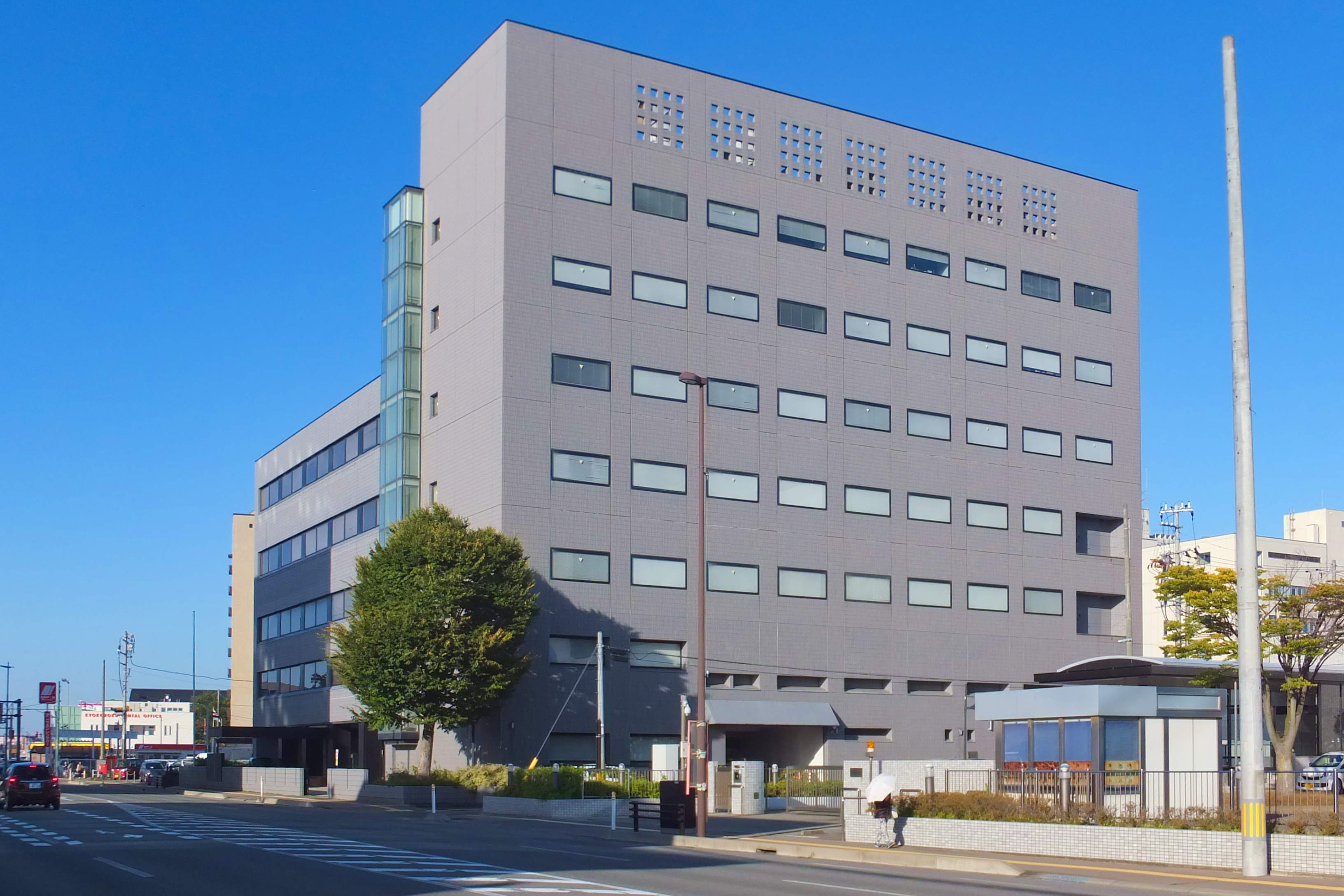
秋田銀行事務統括部

秋銀におけるオンラインシステムは事務処理、情報処理、顧客サービスのトータルバンキングシステムである全店オンラインシステムが東北の金融機関として初めて導入した1976年7月に始まる。
また、1978年7月には年々進展するコンピューター化にあわせ総工費16億円を投じ事務センターが竣工となったほか、1980年2月には創業百周年記念事業の一環として事務の効率化、省力化を図るべくホストコンピューターと営業店端末の全面更新からなる第二次オンラインシステムを導入した。さらに、1992年6月にはシステムの高度利用と事務処理能力の向上を目的とした勘定系、対外系、国際系など6つのシステムからなる第三次オンラインシステムも導入している。
その後金融機関において、システムの開発負担や災害リスクの軽減を図るため単独運用から共同運用へとパラダイムシフトする中、行内において検討を重ねた結果、2010年5月6日から基幹系システムは、勘定系をNTTデータ地銀共同センターへ移行した上、バンクアプレケーションは、BeSTAを導入。さらに2014年10月には営業店システムであるBeSTAlincが順次各店舗で稼働が開始している。また2015年2月には、全営業店においてCRMシステム及びタブレット端末の運用を開始している。

## キャラクター・シンボルマーク

### マスコットキャラクター
過去にはウッディー・ウッドペッカー（1987年10月1日から。秋田が森林県であることにちなんだという）、鉄腕アトム（1999年から）などをマスコットキャラクターに採用した。
2014年7月にオリジナルキャラクターである「みみより一家」が登場 し、広告やLINEスタンプなどで使用されていた。2018年2月1日からは従来の鉄腕アトムに代わり、「みみより一家」のデザインによる通帳やキャッシュカードの発行を始めた。

### イメージキャラクター
秋田出身の山内美加や江畑幸子をイメージキャラクターに起用していた。

### シンボルマーク
1985年から現行のシンボルマーク・行名書体を導入し、シンボルカラーはえんじ色を採用している。行章についてはシンボルマークが制定された今でも併用している。

## 地域社会への貢献

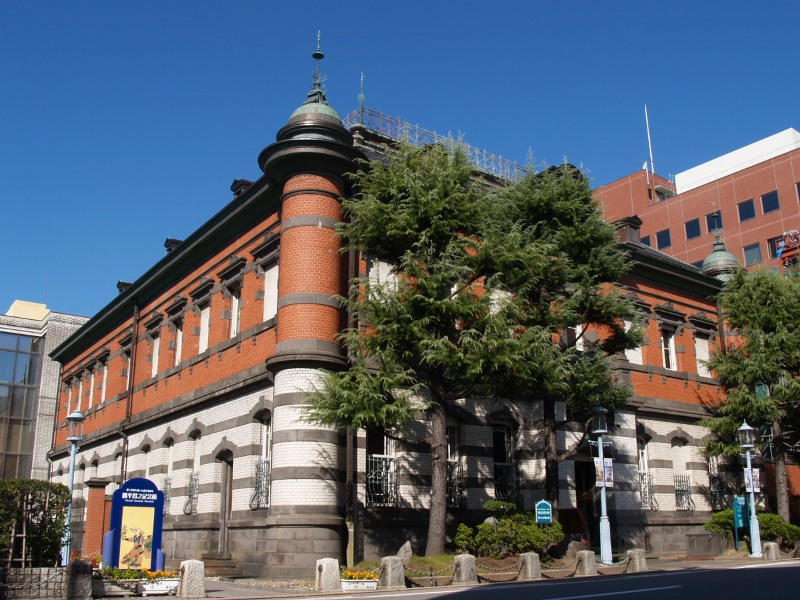
秋田市立赤れんが郷土館
創業100周年を記念して、旧秋田銀行（第四十八銀行との合併前）の本店の建物を、1981年に秋田市へ寄贈したものであり、国の重要文化財に指定されている。
「あきぎんエコ宣言」とそれに基づく活動
河川の清掃活動、海岸林や松くい虫被害地における植樹活動、「日本の森を守る地方銀行有志の会」への参画など。このほか、大型シュレッダー車の導入による廃棄文書の回収など独自の活動を行っている。
金融経済教育
金融知力インストラクター資格の取得と小中学校等への講師派遣、「エコノミクス甲子園」への参画 など。
女子バスケットボール部
2000年5月に創立。地域貢献活動の一環としてジュニア選手や指導者を対象にした「バスケットボールクリニック」を県内各地で開催している。また、「あきぎん体育館」にて見学も可能である。
あきぎんスタジアム⇒秋田スポーツPLUS・ASPスタジアム
2014年8月19日、秋田市八橋運動公園球技場のネーミングライツ（命名権）に関する契約を秋田市と締結した。これにより球技場は、9月1日から「あきぎんスタジアム」（略称：A-スタ）が愛称となった。だが、2019年にサッカーのブラウブリッツ秋田（当時J3）が本拠地を「ソユースタジアム（秋田市八橋運動公園陸上競技場）」に移し、PR効果が低下。2022年、23年度以降の契約を更新しない意向を秋銀側が示した。このため、市は命名権を新たに公募。秋田市を拠点に活動する特定非営利活動法人（NPO法人）秋田スポーツPLUSが命名権を取得し、2023年4月から「秋田スポーツPLUS・ASPスタジアム」に愛称が変更になった。
大森山動物園〜あきぎんオモリンの森〜
2015年11月20日、秋田市から秋田市大森山動物園の命名権を取得。翌年3月19日から「大森山動物園〜あきぎんオモリンの森〜」の愛称が用いられる。

### 注
1. ↑  島根県と鳥取県を中心に展開している山陰合同銀行（通称:ごうぎん）と同じケース。
2. ↑  秋田プラチナタウン研究会に参画するJR東日本秋田支社と医療法人城東整形外科が、秋田駅東口に城東スポーツ整形クリニック、秋田ノーザンゲートスクエア等の整備を進めた。
3. ↑  現存するみずほ銀行秋田支店は、秋田農工銀行の譲受先として、1922年（大正11年）に設置された日本勧業銀行秋田支店を前身とする。
4. ↑  第四十八銀行本店が現在の本店営業部（第四十八銀行の旧本店所在地は現在の大町支店所在地だが、店舗自体は別物）、旧秋田銀行本店が現在の秋田支店と大町支店（前者が直接の後継、後者が秋田貯蓄銀行の店舗が廃止された後の受け皿）、旧湯沢銀行本店が現在の湯沢支店となっている。ただし、現在の所在地とはいずれも異なる。
5. ↑  かつては、秋銀出身者が歴代の理事長を務めていた。
6. ↑  郡山橋本銀行と郡山銀行の合併によって1928年に発足。